# Villaescusa la Sombría
Villaescusa la Sombría é um município da Espanha na província de Burgos, comunidade autónoma de Castela e Leão, de área 16,13 km² com população de 62 habitantes (2004) e densidade populacional de 3,84 hab/km².

## Demografia
| Variação demográfica do município entre 1991 e 2004 | Variação demográfica do município entre 1991 e 2004 | Variação demográfica do município entre 1991 e 2004 | Variação demográfica do município entre 1991 e 2004 |
| --------------------------------------------------- | --------------------------------------------------- | --------------------------------------------------- | --------------------------------------------------- |
| 1991                                                | 1996                                                | 2001                                                | 2004                                                |
| 71                                                  | 59                                                  | 58                                                  | 62                                                  |